# Iso-Jurvo
Iso-Jurvo är en sjö i kommunen Äänekoski i landskapet Mellersta Finland i Finland. Sjön ligger 138,6 meter över havet. Den är 32 meter djup. Arean är 2,26 kvadratkilometer och strandlinjen är 13,53 kilometer lång. Sjön  ingår i Kymmene älvs huvudavrinningsområde.   Den ligger omkring 40 kilometer norr om Jyväskylä och omkring 270 kilometer norr om Helsingfors. 
I sjön finns öarna Kalliosaari och Isosaari. 